# معدل العمل

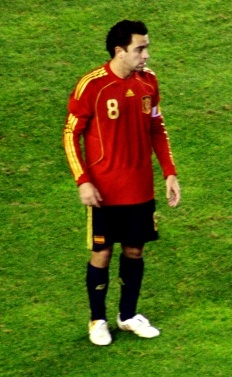
تشافي مع إسبانيا في 2011

في كرة القدم، يُقصد بمعدل العمل إلى مدى مساهمة اللاعب في الجري والمطاردة في المباراة أثناء عدم امتلاك فريقه للكرة.
يُشار إلى معدل العمل عمومًا من خلال المسافة التي قطعها اللاعب أثناء المباراة. مثال على لاعب لديه معدل عمل مرتفع هو تشافي، لاعب خط وسط سابق لبرشلونة و المنتخب الإسباني. خلال نهائي دوري أبطال أوروبا 2011، ركض تشافي ما يقرب من 12 كم، أكثر من أي لاعب آخر في المباراة. وينطبق الشيء نفسه على نهائي كأس العالم 2010، عندما قطع مسافة 14.98 كيلومترًا (بما في ذلك الأشواط الإضافي).
يتم تقدير معدل العمل المرتفع لأن اللاعبين بهذه الخاصية سيكونون قادرين على لعب دور أكثر نشاطًا في الدفاع والهجوم طوال المباراة. على العكس من ذلك، يتم أحيانًا انتقاد اللاعبين بسبب انخفاض معدل العمل لديهم؛ على سبيل المثال، سلط مراسل إي إس بي إن إف سي سام ليمبرت الضوء على معدل العمل الضعيف كأحد الصفات الأضعف للاعب خط وسط أرسنال دنيلسون بريرا نيفيس.
ومع ذلك، يُحذر بعض الخبراء، مثل كارلوس دي لورينزي، مدرب منتخب البرازيل السابق للشباب وساو باولو، من خطر مساواة معدل العمل المرتفع بالموهبة العالية. كان دي لورينزي مسؤولاً عن التطوير المبكر للاعبين مثل النجم البرازيلي كاكا.